# Bloedbad op de luchthaven van Lod
Het Bloedbad op de luchthaven van Lod was een terroristische aanslag die werd uitgevoerd op 30 mei 1972 door drie leden van het Japanse Rode Leger, waarvan de enige overlevende verklaarde dat die was uitgevoerd ten behoeve van de Palestijnse groep Volksfront voor de Bevrijding van Palestina. Deze aanslag werd uitgevoerd op Lod Airport (nu Ben Gurion International Airport) bij Tel Aviv. Hierbij kwamen 26 personen om het leven en raakten 80 anderen gewond. 
Twee van de aanvallers werden zelf ook gedood, terwijl een derde, Kōzō Okamoto, kon worden gearresteerd nadat hij gewond was geraakt.
De slachtoffers van deze terreuractie waren 17 christelijke bedevaartgangers uit Puerto Rico, een Canadees, en acht Israëli's, onder wie professor Aharon Katzir, een internationaal gerenommeerd wetenschapper. 
Omdat de beveiliging van de luchthaven was gericht op de mogelijkheid van een Palestijnse aanval, verraste de inzet van Japanse aanvallers de bewakers. De drie daders Kōzō Okamoto, Tsuyoshi Okudaira en Yasuyuki Yasuda waren getraind in Baalbek, Libanon.
Om 10 uur 's avonds waren de aanvallers op het vliegveld geland aan boord van een Air France-vlucht vanuit Rome. Na het ophalen van hun bagage begonnen ze met automatische wapens lukraak te schieten op luchthavenpersoneel en bezoekers, onder wie de groep bedevaartgangers uit Puerto Rico, en gooiden handgranaten terwijl ze hun wapens opnieuw laadden. Yasuda werd per ongeluk doodgeschoten door een van de andere aanvallers. Okudaira vluchtte van het luchthavengebouw naar het landingsgebied en schoot daar op passagiers die net uit een El Al-vliegtuig uitstapten, totdat hij door een van zijn eigen handgranaten werd gedood, door een voortijdige explosie of als zelfmoord. Okamoto werd neergeschoten door de beveiliging en gearresteerd toen hij probeerde de terminal te verlaten. Of de aanvallers verantwoordelijk waren voor alle slachtoffers, is betwist, omdat sommige slachtoffers mogelijk terechtkwamen bij de schotenwisseling tussen de aanvallers en het beveiligingspersoneel van de luchthaven.
Als reactie op deze aanval voerde Israël op 8 juni en op 21 juni 1972 aanvallen uit op Zuid-Libanon.
Het Japanse publiek reageerde aanvankelijk ongelovig op de eerste berichten dat de daders van het bloedbad Japanners waren. Okamoto vertelde een door de Japanse ambassade naar het ziekenhuis gezonden diplomaat dat hij niets persoonlijks had tegen het Israëlische volk, maar dat hij zijn plicht deed "als soldaat van de wereldrevolutie". Okamoto werd berecht door een Israëlisch militair tribunaal en veroordeeld tot levenslange gevangenisstraf. Tijdens zijn proces ondermijnde hij actief zijn eigen verdediging en protesteerde hij met name tegen de verzoeken van zijn eigen advocaat om een psychiatrische rapportage. 
Okamoto zat slechts 13 jaar van de hem opgelegde gevangenisstraf uit. Hij werd in 1985 vrijgelaten met meer dan 1.000 andere gevangenen in ruil voor gevangengenomen Israëlische soldaten. 
De Palestijn Wadi Haddad, die de aanstichter van de aanval zou zijn geweest, werd begin 1978 gedood door de Israëlische veiligheidsdienst Mossad.

## Varia
Later in 1972 vond ook het gijzelingsdrama op de Olympische Spelen te München plaats en werd in Nederland naar aanleiding van deze terreuracties de Bijzondere Bijstandseenheid (BBE) opgericht.